# Курлин, Александр Георгиевич
Курлин Александр Георгиевич (27 июня 1870 — 8 ноября 1914) — самарский купец, сын Георгия Ивановича Курлина.

## Биография
Александр Георгиевич Курлин являлся представителем одного из самых крупных купеческих кланов Самары.
В середине 1880-х гг. Александр Георгиевич окончил гимназию, а затем Московский университет. Продолжая дело отца, он занимался хлебной торговлей. Являлся членом совета общества взаимного кредита, гласным городской думы. Стоял у истоков создания одной из крупнейшей в России хлебной биржи и в течение нескольких лет был её председателем. Александр активно занимался благотворительностью. Являлся попечителем коммерческого училища, училища для слепых детей, городского 6-ти классного училища и др.
В 1893 году в Успенской церкви он обвенчался с 17-летней купеческой дочерью Александрой Павловной Журавлевой.
В 1908 году по причине душевной болезни он оставил все должности, его опекуном стала супруга.
Александр Георгиевич скончался в возрасте 43 лет от паралича сердца. Погребен на кладбище женского Иверского монастыря.